# FC Ripensia Temešvár
Fotbal Club Ripensia Timișoara je rumunský fotbalový klub sídlící v Temešváru. 4× vyhrál rumunskou ligu.
Klub byl založen roku 1928, zrušen sloučením roku 1948 a znovu založen roku 2012.

## Historie
Klub založil roku 1928 Cornel Lazăr, který byl předtím v Chinezulu Temešvár. Hráči přišli z Chinezulu, C.A.T. a Poli Temešvár. Klub byl profesionální, a proto zpočátku nesměl hrát rumunskou ligu. Začali ji hrát až v sezoně 1932/33. V letech 1933, 1935, 1936 a 1938 ji vyhráli. Roku 1938 tým hrál Středoevropský pohár. V 1. kole vyřadil AC Milán a ve čtvrtfinále vypadl s Ferencvárosem.
Po 2. světové válce hráli 1 rok 3. ligu, tu vyhráli a hráli 1 rok 2. ligu. Roku 1948 se klub sloučil s Electricou Temešvár a tím zanikl.
Roku 2012 byl klub obnoven. Rychle postupoval do vyšších lig. Roku 2017 postoupil do 2. ligy.

## Úspěchy
- Liga I
  - Vítěz (4): 1932–33, 1934–35, 1935–36, 1937–38
- Cupa României
  - Vítěz (2): 1933–34, 1935–36
  - Finalista (2): 1934–35, 1936–37